# تاریخ بیهق
تاریخ بیهق کتابی تاریخی به فارسی، نوشته ظهیرالدین ابوالحسن علی بن ابی القاسم الزیدبیهقی نامدار به ابن فُندُق، مشتمل بر تاریخ و جغرافیا و اَحوال عالمان و خاندان‌های مشهور ناحیهٔ بیهق است. نسخهٔ اصلی و کامل کتاب در دست نیست. از جنبه‌های مهم این کتاب استفادهٔ بیهقی از منابعی‌است که بیشتر آن‌ها هم‌اکنون در دست نیست.
احمد بن محمد خوافی تاریخ پایان نگارش تاریخ بیهق را ۵۴۴ق می‌گوید، ولی به گفته بیهقی نگارش این کتاب در چهارم شوال ۵۶۳ق در دهکده ششتَمَد در زمان سلطنت مؤید آی ابه، از غلامان سلطان سنجر، به پایان رسیده‌است. بعید نیست که بیهقی پس از نوشتن کتاب در ۵۴۴ق، در سال ۵۶۳ق پیوست‌هایی بر آن افزوده و تعدیل‌هایی در آن پدید آورده باشد.
تاریخ بیهق شامل نکات ارزشمندی دربارهٔ تاریخ خاور ایران در دوران غزنویان و سلجوقیان است. از آنجا که برخی از این اطلاعات در دیگر آثار آن دوره نیامده این کتاب از اهمیت ویژه‌ای برخوردار است. این کتاب نه تنها دانسته‌های ارزشمندی دربارهٔ تاریخ ادب و فرهنگ این ناحیه دارد، بلکه شامل اطلاعات مهمی نیز درباره اوضاع جغرافیایی نواحی بیهق، سبزوار، نیشابور و دیگر مکان‌هاست؛ همچنین تفصیلاتی دربارهٔ گرفتن مالیات و بنیادگذاران این شهرها به دست می‌دهد.
کتاب تاریخ بیهق گرچه مختص ناحیه بیهق (سبزوار) است ولی اطلاعات فراگیری که او به‌طور کلی از چگونگی مالکان، تقسیم‌بندی ناحیه‌ای و خاندان‌های قدیمی نیز به دست می‌دهد، دارای اهمیت است.